# 那拉提草原
那拉提草原，蒙古语意为“最先见到太阳的地方”，又名巩乃斯草原，突厥语意为“白阳坡”，位于中华人民共和国新疆维吾尔自治区伊犁哈萨克自治州新源县那拉提镇东部那拉提山北坡，为发育在第三纪古洪积层上的中山地草原，平均海拔1800米，三面环山，巩乃斯河流经。年平均气温约20°C，年降水量约880毫米。属亚高山草甸植物区，生物群系以紫苞鸢尾为主，伴生糙苏、假龙胆、苔草、冰草、羊茅、草莓和百里香等。野生动物有北山羊、雪豹、马鹿、盘羊、雪鸡等。2011年被确定为中国国家5A级旅游景区，2015年被评为中国国家级生态旅游示范区。